# Couverture lestée
Pour les articles homonymes, voir Couverture.

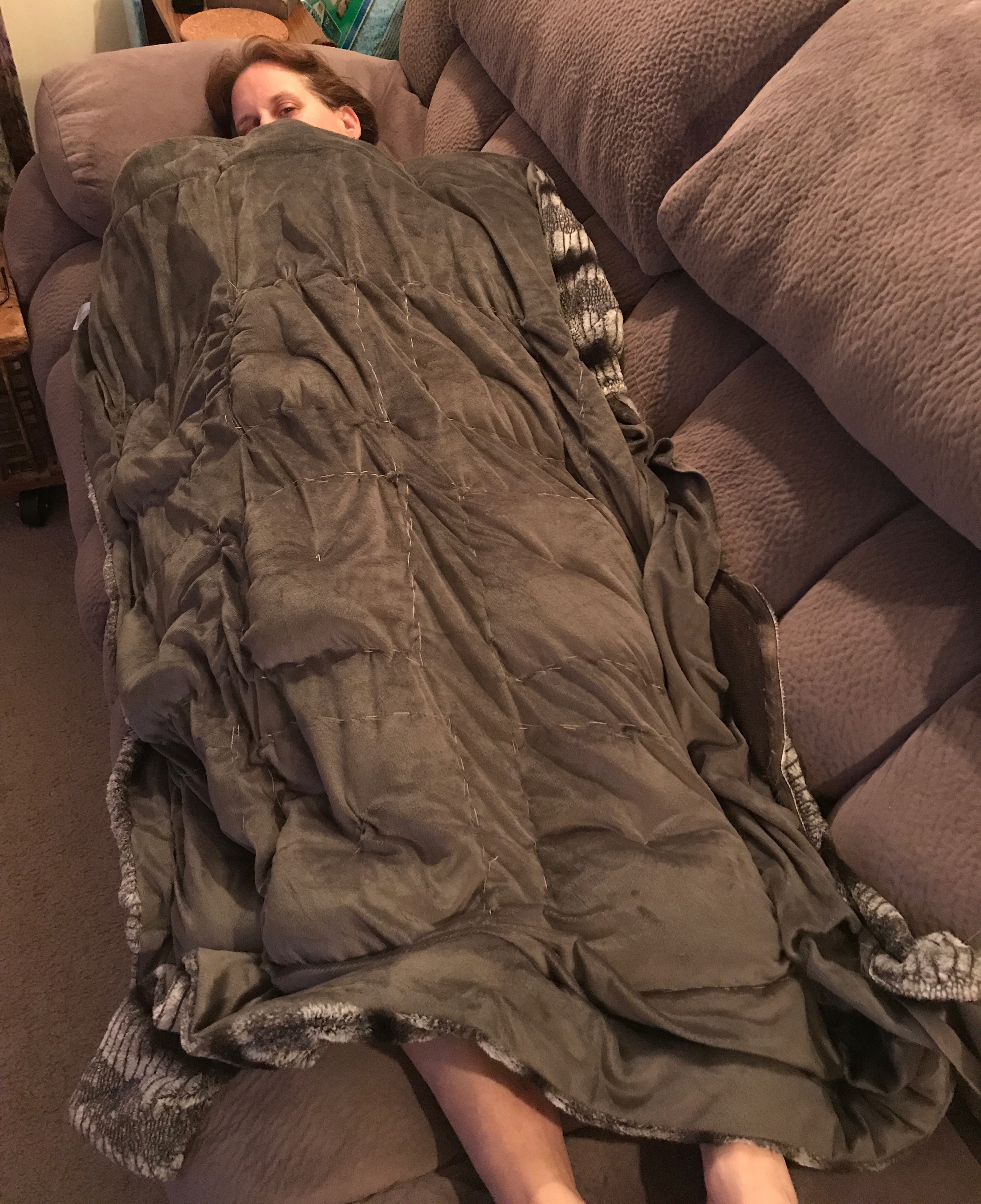
Une femme installée sous une couverture lestée de 5 kg.

Une couverture lestée ou une couette lestée est une couverture de literie plus ou moins épaisse et alourdie par des billes ou des fibres, utilisée pour améliorer le bien-être pendant le sommeil. Ce type de linge de maison est présenté, vendu ou utilisé comme solution à certains troubles du sommeil, mais aussi comme aide à la gestion de l'anxiété et/ou de la dépression.

## Contexte
De nombreuses études montrent que la plupart des humains ne dorment pas assez (ce qui peut exacerber le risque de maladies chroniques, cardiovasculaires notamment, les accidents vasculaires cérébraux et divers troubles cognitifs, de l'humeur, relationnels et de santé mentale). Un européen sur 10 dort mal (insomnie chronique, qui touche plus les femmes que les hommes). Ce contexte favorise la recherche de solutions pour améliorer le sommeil qui est l'un des besoins humains fondamentaux. La couverture lestée est l'une des solutions de plus en plus évoquées.
Des techniques dites d'« enveloppement » temporaire et de pression (packing souvent décrié) peuvent être, parfois efficacement, utilisées dans plusieurs soins de psychothérapies, pour certains enfants (porteurs d'un trouble du spectre de l'autisme particulièrement,). Certains enfants refusent au contraire le contact d'une couverture.

## Principe
Le principe utilisé est celui de la pression tactile profonde (deep touch pressure) par l'application d'un poids compris entre 3 et 14 kg sur le corps. Ce type de couverture, et parfois des vestes, gilets ou animaux en peluche lestés, sont souvent utilisé pour calmer des enfants atteints d'un trouble envahissant du développement, d'hyperactivité ou de déficience physique ou intellectuelle, ou pour les aider à focaliser leur attention.
Il n'y pas d'effet secondaire connu. La couverture lestée est prescrite en Suède dans le cadre de certains troubles. Un inconvénient est son coût financier relativement élevé.

## Données scientifiques
En 2024, peu d'études ont évalué l'efficacité de ce type de couverture , et plusieurs ont été menées par le même groupe de chercheurs ou dans une sous-population spécifique. 
Une première revue d'études (en 2023) a conclu à une réduction de l'anxiété, sans mise en évidence claire d'une efficacité contre l'insomnie. 
En 2024, une équipe australienne, pilotée par la Dr Suzanne Dawson, praticienne spécialisée dans la santé mentale, à l'Université Flinders a publié (dans la revue American Journal of Occupational Therapy) une nouvelle revue d'études sur le sujet (basée sur 18 études concernant les effets des couvertures lestées). Elle a conclu  à un effet tangible d'amélioration du sommeil (associée à une moindre consommation de somnifères et à une amélioration dans la gestion de l'humeur et de la douleur,. 

Toutefois, les auteurs notent que, selon les données disponibles, ces effets ne sont marqués que sur des publics adultes. Les effets sur les enfants et adolescents semblent mitigés. Les auteurs de cette étude suggèrent que soient publiées des directives cliniques claires sur les protocoles d'utilisation de ces couvertures (concernant notamment le poids, durées d'utilisation et conditions associées de sécurité ; le sujet (jeune, âgé, handicapé affaibli...) devant pouvoir par exemple retirer la couverture de lui-même),. En 2008, dans un centre spécialisé canadien, un enfant autiste est mort étouffé sous une couverture lestée  (17,5 kilos)  trop lourde pour lui (et non pas dans le cadre d'une pratique de packing, contrairement à une idée fausse qui continue de circuler). À la suite de cet événement, un rapport du coroner a recommandé des précautions strictes pour l'utilisation de ces couvertures, sous supervision, et après une évaluation appropriée dans ce type de contexte. Enfin, l'INESSS avait rappelé qu'à cette époque, « les bienfaits des objets lestés » n'avaient pas été « démontrés clairement ». De même, quand la dégradation du sommeil est due à la chaleur nocturne (ce qui sera probablement de plus en plus fréquent dans le cadre du réchauffement climatique), le port d'une couverture chaude lestée est dangereux.